# Тоннель под Амуром
| Восточный (правобережный) портал: | 48°31′33″ с. ш. 135°01′52″ в. д. |
| Западный (левобережный) портал:   | 48°31′44″ с. ш. 134°57′28″ в. д. |

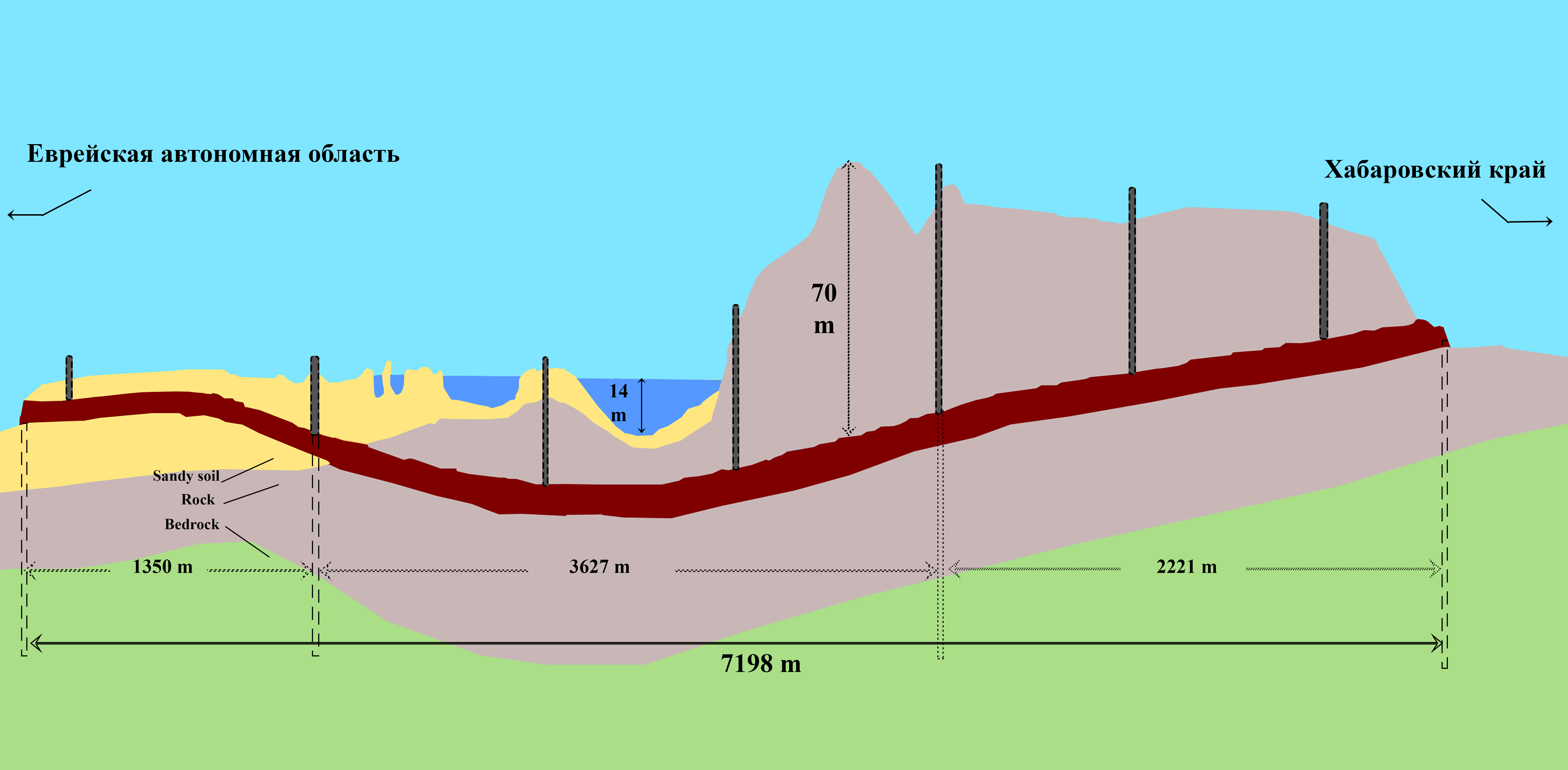
Профиль Амурского речного тоннеля

Тоннель под Амуром (во время строительства — стройка № 4; засекреченное — Объект № 4 Народного комиссариата путей сообщения) — однопутный железнодорожный тоннель протяжённостью 7198 метров на Транссибирской магистрали, в Хабаровске. Построен в 1937—1941 годах для дублирования моста через Амур. Является единственным подводным сооружением на железных дорогах России.

## История
Проекты сооружения тоннеля под Амуром возникли в связи со строительством Транссиба. В 1913 году на выставке Приамурского края был представлен чертёж такого тоннеля, но выбор к тому времени уже был сделан в пользу моста.
В 30-х годах XX века на восточных участках Транссиба велось сооружение вторых путей. Необходимость строительства тоннеля была обусловлена захватом в 1931 Японией Маньчжурии, утратой КВЖД и, соответственно, уязвимостью моста. В 1936 году, с учётом особого стратегического значения Транссиба для страны, по инициативе Генерального штаба РККА было принято решение о его строительстве.
Технический проект подводного тоннеля протяжённостью 7198 метров разработан в 1937 году институтом Метропроект, находившимся тогда в составе Народного комиссариата путей сообщения СССР.
Путь в 7 км был пройден с помощью пяти щитов на длине 3627 м, а также горным способом (из трёх забоев) на восточном участке длиной 2221 м и открытым способом на западном участке длиной 1350 м. Внутренний диаметр тоннеля — 7400 мм на подводной части. Заготовку щебня, строительство домов и других наземных сооружений перехода вели железнодорожные войска. Работы непосредственно в тоннеле под Амуром осуществляли прикомандированные с Метростроя 900 специалистов основных профессий и тысяча местных вольнонаёмных граждан. Всего на «стройке № 4» работали около 5,5 тыс. человек. Заключённые трудились на Тунгусском и Новокаменном карьерах, из которых добывали для стройки известняк. Чугунные тюбинги поставлял Магнитогорский завод.
К началу Великой Отечественной войны работы были почти закончены. 23 июня 1941 года был получен приказ И. В. Сталина завершить укладку путей за 3 недели. 20 июля 1941 года по тоннелю прошёл первый пробный поезд со строителями, под управлением потомственного машиниста Василия Вожейко, которого наградили орденом Ленина и перевели в машинисты-инструкторы. В постоянную эксплуатацию объект был введён 25 октября 1942 года.
В 1944—1945 годах начались перевозки грузов, связанные с предстоящими боевыми действиями с Японией. В соответствии с приказом наркома путей сообщения И. В. Ковалёва от 22 мая 1945 года на Дальневосточной магистрали ускоренно были проведены работы по приспособлению тоннельного перехода через Амур для пропуска всех видов транспорта и воинских соединений. После окончания боевых действий на Дальнем Востоке тоннель в качестве секретного объекта находился на консервации. В связи с ростом грузопотоков для увеличения пропускной способности Транссиба в 1964 году тоннель стали использовать для движения грузовых составов в нечётном направлении (с востока на запад). После завершения электрификации дороги, по тоннелю стали пропускать и пассажирские поезда.
По состоянию на 2008 год составы идут как над Амуром — по железнодорожному мосту, так и по тоннелю. После завершения в 2009 году второй очереди реконструкции Амурского моста открытие по нему двухстороннего движения сняло проблему «узкого места» Транссиба. Это дало возможность провести реконструкцию подводного тоннеля, по окончании которой пересечение Амура Транссибирской магистралью осуществляется уже по трём путям — два по мосту и один — по тоннелю. В настоящее время ведётся разработка проекта реконструкции тоннеля.
Около восточного портала тоннеля установлена гранитная плита со словами: «Слава воинам 7-й отдельной ордена Трудового Красного знамени железнодорожной бригады, воздвигнувшим тоннель под руслом реки Амур 1938—1941»